# A Christmas Carol (film 1971)
A Christmas Carol è un film del 1971 diretto da Richard Williams. Tratto dal racconto di Charles Dickens Canto di Natale, il cortometraggio animato fu inizialmente trasmesso in TV dall'ABC il 21 dicembre 1971 e fu successivamente distribuito anche al cinema. Nel 1972 vinse l'Oscar al miglior cortometraggio d'animazione. La scelta di premiare con l'Oscar un cortometraggio creato originariamente per il piccolo schermo destò qualche critica, tanto che l'Academy of Motion Picture Arts and Sciences dovette cambiare le regole a tal riguardo e dal 1973 solo cortometraggi scritti appositamente per il cinema poterono ottenere una candidatura al prestigioso premio.

## Trama
L'usuraio Ebenezer Scrooge è un uomo arido e duro che non comprende il significato del Natale. La sera della vigilia riceve l'apparizione del defunto socio Jacob Marley che gli annuncia un orribile futuro dopo la morte qualora non si ravvedesse. Durante la notte, Scrooge riceve le visite di tre fantasmi grazie ai quali capisce i propri errori e si ravvede, diventando così noto per la sua generosità e per la sua capacità di mantenere vivo lo spirito del Natale durante tutto l'anno.

## Riconoscimenti
- 1972 - Premio Oscar
  - Miglior cortometraggio d'animazione